# Preila
Preila (Nehrungskurisch: Preiļi oder Prēle, deutsch Preil) ist eine Ortschaft auf der Kurischen Nehrung in Litauen und gehört zur Gemeinde Neringa.

## Geografie
Preila liegt in der Mitte des litauischen Abschnitts der Nehrung direkt am Haffufer und gehört zur Gemeinde Neringa. Der Ort liegt an der alten Poststraße, 10 km von Nida (Nidden) und etwa 40 km von Klaipėda (Memel) entfernt.

## Geschichte

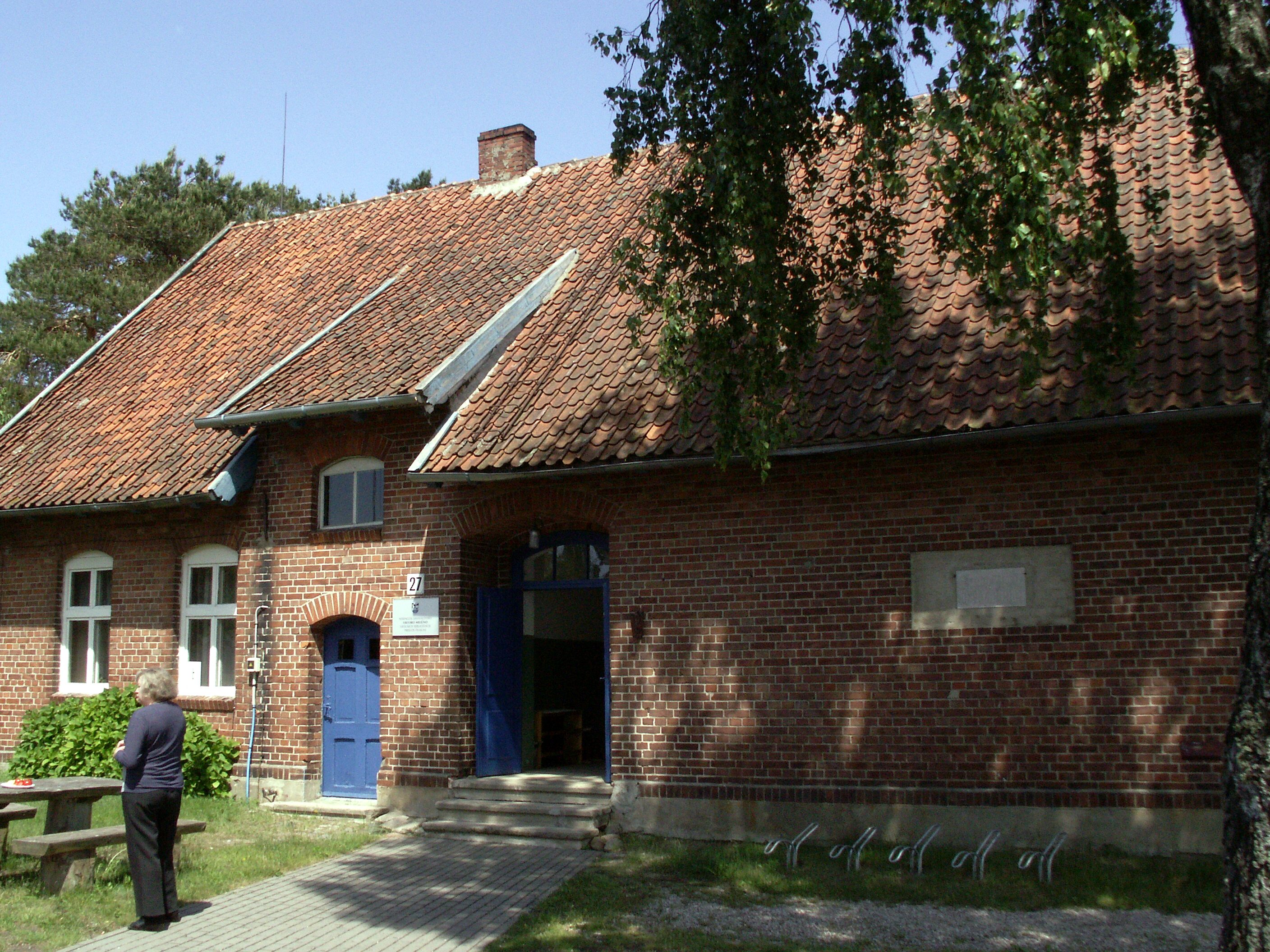
Die alte Schule von 1907

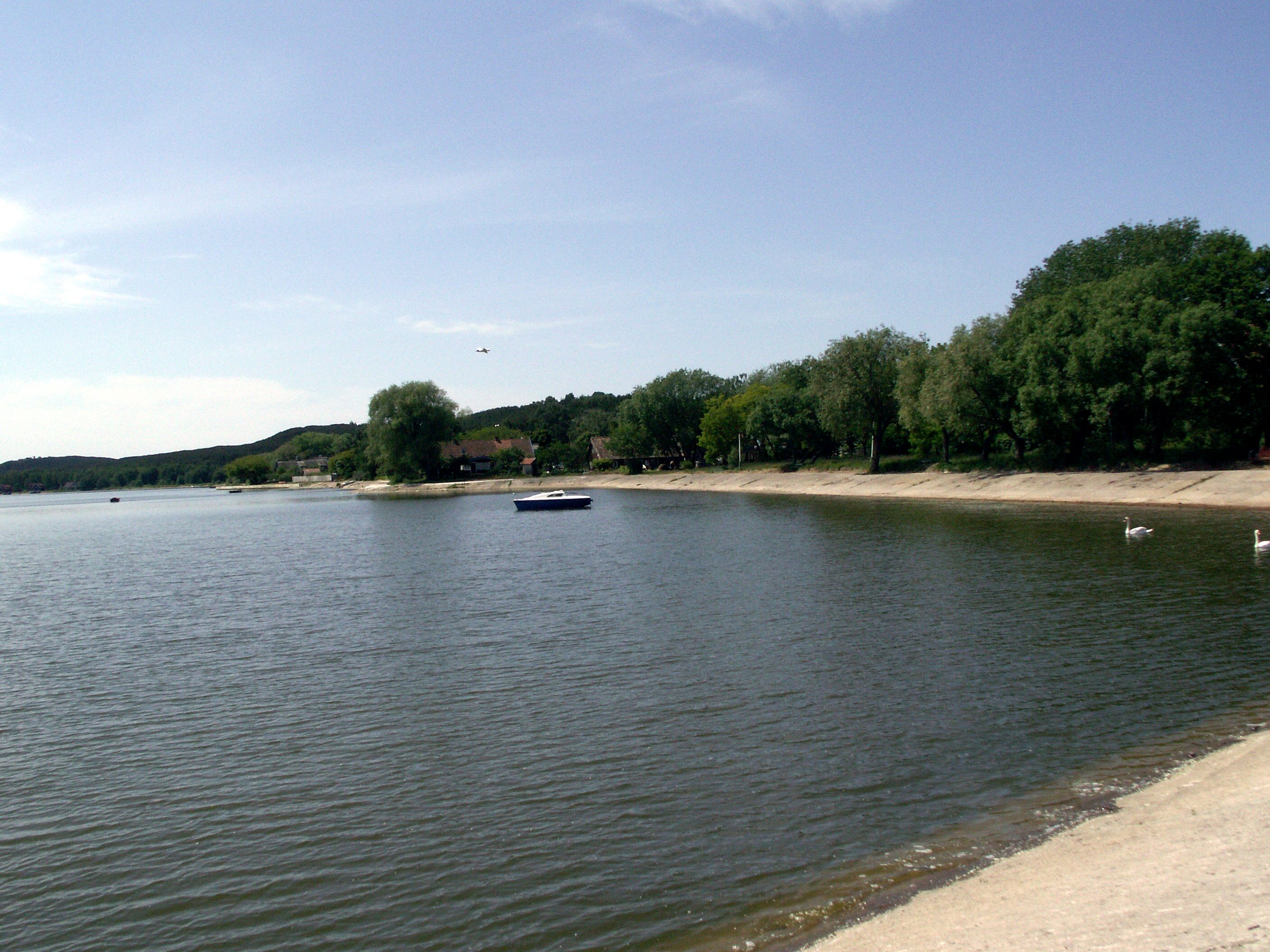
Strandansicht

Der Ort entstand um 1850 durch die Ansiedlung von nehrungskurischen Fischerfamilien aus Neegeln (nehrungskurisch: "agila": Tannennadel; "egile": Tanne; "negile": Nagel) und Karwaiten (nehrungskurisch "karve": Kuh). Diese Dörfer, in unmittelbarer Nähe von Preila (Bedeutung "neue Siedlung" von lettisch/nehrungskurisch "preilis": der Umzügler, "prei-eilis": der Herangekommene) gelegen, waren unter dem Sand von Wanderdünen begraben worden. Erst gegen Ende des 19. Jahrhunderts wurde der Sand unter Leitung von Wilhelm Franz Epha (1828–1904), dem königlich-preussischen Dünen-Plantagen Inspektor, durch Bepflanzungen befestigt. Nach der Volkszählung im März 1897 sprachen in Preil und Perwelk noch 250 Einwohner Nehrungskurisch, die Mehrheit der damaligen Einwohnerschaft.
Vor dem Ersten Weltkrieg galt der Ort als Wirkungsstätte zahlreicher Maler wie Max Beckmann und Erich Heckel. Sie nahmen Quartier in der seinerzeit bestehenden Pension der Familie Pinkies.
Bis 1919 deutsch, gehörte Preil nach dem Ersten Weltkrieg als Teil des Memellandes von 1923 bis 1939 zu Litauen, von 1939 bis 1945 wieder zu Deutschland und nach dem Zweiten Weltkrieg seit 1945 unter dem Namen Preila zur litauischen Sowjetrepublik, die 1991 ihre Souveränität wiederherstellte.
In deutscher Zeit hatte der Ort zuletzt etwa 160 Einwohner. Sie sprachen untereinander Kurisch und Deutsch. Es gab eine einklassige Schule, gebaut im Jahre 1907. Die Preiler lebten von der Fischerei. Zudem vermietete man Zimmer an Sommergäste. Es gab das Hotel „Preiler Elch“, ein beliebtes Ziel für Wanderungen aus Nidden (heute litauisch: Nida) und Schwarzort (Juodkrantė).
Heute hat Preila etwa 205 ständige Einwohner darunter auch einige deutsche Familien. Die Sprache ist Litauisch.

## Kirche
Die mehrheitliche Bevölkerung von Preil vor 1945 war evangelischer Konfession und gehörte zum Kirchspiel Nidden (heute litauisch: Nida) innerhalb der Kirchenprovinz Ostpreußen der Kirche der Altpreußischen Union. Auch heute liegt Preila im Einzugsbereich der Kirche in Nida als einer Pfarrei in der Evangelisch-lutherischen Kirche in Litauen.

## Wirtschaft
Neben der Fischerei ist der wichtigste Wirtschaftszweig in Preila der Fremdenverkehr. Neben privater Zimmervermietung ergänzen ein Hotel und zwei Restaurants das Angebot für den Gast. Es gibt Wanderwege auf die bewaldeten Dünen (Vecekrugo, dt. Wetzekrug 67 m), Radwege zu den Nachbarorten Nida und Pervalka (Perwelk) (Negyvosios Kopos, dt. tote Dünen) und zum nahen Ostseestrand.

## Verkehr
Täglich verkehren mehrere Linienbusse nach Nida und Klaipėda, von wo Bus- und Bahnverbindungen u. a. nach Kaunas, Vilnius und Riga bestehen. Der Flughafen Palanga  befindet sich in 60 km Entfernung.